# Liste der Monuments historiques in Monségur (Gironde)
Die Liste der Monuments historiques in Monségur (Gironde) führt die Monuments historiques in der französischen Gemeinde Monségur auf.

## Liste der Bauwerke
| Bezeichnung       | Beschreibung | Standort                         | Kennzeichnung | Schutzstatus | Datum | Bild           |
| ----------------- | ------------ | -------------------------------- | ------------- | ------------ | ----- | -------------- |
| Passionskreuz     |              | (Lage)                           | PA33000138    | Inscrit      | 2011  | weitere Bilder |
| Kirche Notre-Dame |              | (Lage)                           | PA00083637    | Inscrit      | 1925  | weitere Bilder |
| Markthalle        |              | (Lage)                           | PA33000139    | Inscrit      | 2011  | weitere Bilder |
| Haus              |              | 24, rue Porte-de-La-Réole (Lage) | PA00083913    | Inscrit      | 1992  | weitere Bilder |

## Liste der Objekte
| Bezeichnung                 | Beschreibung            | Standort                        | Kennzeichnung | Schutzstatus | Datum | Bild |
| --------------------------- | ----------------------- | ------------------------------- | ------------- | ------------ | ----- | ---- |
| Ölgemälde Christus am Kreuz | 1865                    | in der Kirche Notre-Dame (Lage) | PM33001956    | Inscrit      | 2003  |      |
| Zwei Glocken                | Bronze, 16. Jahrhundert | in der Kirche Notre-Dame (Lage) | PM33000600    | Classé       | 1942  |      |
| Zwei Weihwasserbecken       | Marmor, 18. Jahrhundert | in der Kirche Notre-Dame (Lage) | PM33001955    | Inscrit      | 2003  |      |